# Pierwszy człowiek
Pierwszy człowiek (ang. First Man) – amerykański dramat biograficzny z 2018 roku w reżyserii Damiena Chazelle’a. Scenariusz filmu oparto na książce Jamesa R. Hansena o tym samym tytule (oryg. First Man: The Life of Neil A. Armstrong).

## Fabuła
Początek lat 60. XX wieku. Po śmierci córeczki pilot samolotów rakietowych, Neil Armstrong postanawia pracować dla NASA i aplikuje o przyjęcie do programu Gemini. Zostaje zakwalifikowany i wraz z rodziną przenosi się do Houston, gdzie poznaje Eda White’a i Elliota See. Kilka lat później zostaje mu powierzone dowództwo nad misją Gemini 8, podczas której odbywa się pierwsze w historii dokowanie dwóch statków kosmicznych na orbicie. Dochodzi jednak do awarii silnika manewrowego, w wyniku którego Armstrong wraz z drugim astronautą cudem wracają na Ziemię. Rok po tragedii Apollo 1, w której ginie trzech astronautów, w tym Ed White, Armstrong dowiaduje się, że został dowódcą misji Apollo 11, której celem jest pierwsze w historii lądowanie człowieka na Księżycu.

## Obsada
- Ryan Gosling jako Neil Armstrong
- Claire Foy jako Janet Armstrong
- Jason Clarke jako Ed White
- Kyle Chandler jako Deke Slayton
- Corey Stoll jako Buzz Aldrin
- Patrick Fugit jako Elliott See
- Christopher Abbott jako David Scott
- Ciarán Hinds jako Bob Gilruth
- Olivia Hamilton jako Patricia White
- Pablo Schreiber jako Jim Lovell
- Shea Whigham jako Gus Grissom
- Lukas Haas jako Michael Collins
- Ethan Embry jako Pete Conrad
- Brian d’Arcy James jako Joseph A. Walker
- Cory Michael Smith jako Roger Chaffee
- Kris Swanberg jako Marilyn See
- J.D. Evermore jako Christopher C. Kraft Jr.
- John David Whalen jako John Glenn
- Ben Owen jako John Hodge
- Shawn Eric Jones jako Wally Schirra

## Produkcja
W marcu 2003 roku Clint Eastwood ogłosił, że nabył prawa do ekranizacji biograficznej książki o życiu Neill Armstronga pt. First Man: The Life of Neil A. Armstrong. Jej ekranizacją miała zająć się wytwórnia Warner Bros., ale sam aktor nie planował się w niej pojawić.
Produkcja nie doszła do skutku, a projektem w 2010 roku zainteresowały się wytwórnie Universal i DreamWorks. W roli reżysera obsadzono Damiena Chazelle’a, który z kolei wybrał Josha Singera do przepisania istniejącego scenariusza. Do współpracy nad filmem zatrudniono także autora książki Jamesa Hansena.
Główne zdjęcia rozpoczęły się w listopadzie 2017 roku w Atlancie. Reżyser wraz z operatorem Linusem Sandgrenem postanowili zrealizować film w trzech formatach: 16 mm, 35 mm oraz w systemie IMAX. Pierwszy format wykorzystano do nakręcenia scen wewnątrz statku kosmicznego, drugi w domu Armstronga i pomieszczeniach NASA, a trzeci do realizacji zdjęć, które rozgrywają się na Księżycu.
Zrezygnowano także z techniki green screen, a zamiast tego zastosowano 10-metrowej długości wyświetlacze LED, na których symulowano przestrzeń kosmiczną. Obok ekranów ustawiono symulatory pojazdów kosmicznych, a ich ruchy zsynchronizowano z obrazami wyświetlanymi na ekranach. Reżyser wybrał tę technikę, by aktorzy mogli lepiej wczuć się w swoje role i zamiast zielonego ekranu mogli od razu widzieć efekty wizualne.

## Odbiór

### Box office
Przy budżecie szacowanym na 59 milionów dolarów, Pierwszy człowiek zarobił w USA i Kanadzie prawie 45 mln USD, a w pozostałych krajach równowartość blisko 61 mln USD; łącznie 105,7 miliona.

### Reakcja krytyków
Film został dobrze odebrany przez krytyków. W agregatorze recenzji Rotten Tomatoes 87% z 463 recenzji uznano za pozytywne, a średnia ocen wystawionych na ich podstawie wyniosła 8,1 na 10. Według konsensusu krytyków z tego serwisu: „Pierwszy człowiek porusza temat spraw osobistych, aby zasilić spojrzenie wstecz na kluczowy moment w historii ludzkości, po drodze zabierając widzów w niesamowitą, dramatyczną podróż”. W agregatorze Metacritic średnia ważona ocen z 56 recenzji wyniosła 84 punkty na 100.

Owen Gleiberman w recenzji dla „Variety” opisał film jako „tak odkrywczy pod względem realizmu i tak dobitnie prawdziwy, że staje się on dramatem emocjonująco niebezpiecznej pasji i determinacji”. Pisząc dla IndieWire, Michael Nordine nazwał Pierwszego człowieka „potężnym doświadczeniem, które wzbudzi ponowny podziw dla tego, co zrobił Armstrong i jemu podobni”. Recenzent docenił początkową sekwencję lotu, występ Goslinga oraz reżyserię Chazelle’a. Peter Howell z „Toronto Star” pochwalił z kolei scenę lądowania na Księżycu słowami: „Kiedy Eagle w końcu ląduje na Księżycu w Pierwszym człowieku, film naprawdę wchodzi na wyżyny wartości”. A.O. Scott z „New York Timesa” napisał natomiast: 
Film robi prawie wszystko dobrze, ale jest też dziwnie rozczarowujący. Przypomina on o niezwykłym dokonaniu i zapoznaje z wyjątkowym, tajemniczym człowiekiem, ale istnieje też dalszy krok wykraczający poza osiągnięcia techniczne; krok w kierunku sensu, historii, metafizyki lub bardziej dzikich obszarów wyobraźni – film okazał się jednak zbyt ostrożny i przyziemny, aby go wykonać.

### Nagrody i nominacje
Pierwszy człowiek był nominowany do Oscara za najlepszą scenografię, najlepszy dźwięk, najlepszy montaż dźwięku i najlepsze efekty specjalne, zwyciężając w ostatniej kategorii. Film zdobył też Złoty Glob za najlepszą muzykę.